# Чемпіонат Польщі з хокею 1998—1999
Чемпіонат Польщі з хокею 1999 — 64-ий чемпіонат Польщі з хокею, чемпіоном став клуб Унія (Освенцім).

## Попередній етап
| М   | Команда               | І  | О  |
| --- | --------------------- | -- | -- |
| 1.  | Унія (Освенцім)       | 26 | 48 |
| 2.  | Подгале (Новий Тарг)  | 26 | 46 |
| 3.  | ГКС Катовіце          | 26 | 40 |
| 4.  | КТХ Криниця           | 26 | 38 |
| 5.  | СМС Варшава           | 26 | 38 |
| 6.  | Сточньовець (Гданськ) | 26 | 30 |
| 7.  | КХ Сянок              | 26 | 24 |
| 8.  | ГКС Тихи              | 26 | 24 |
| 9.  | Полонія Битом         | 26 | 22 |
| 10. | Краковія Краків       | 26 | 20 |
| 11. | ТТХ Торунь            | 26 | 18 |
| 12. | Заглембє Сосновець    | 26 | 10 |
| 13. | БТХ «Бидгощ»          | 26 | 4  |
| 14. | СМС (Сосновець)       | 26 | 2  |

Скорочення: М = підсумкове місце, І = ігри, О = набрані очки

## Фінальний раунд
| М  | Команда               | І  | В  | Н | П  | Ш       | О  |
| -- | --------------------- | -- | -- | - | -- | ------- | -- |
| 1. | Подгале (Новий Тарг)  | 46 | 39 | 0 | 7  | 281:120 | 78 |
| 2. | Унія (Освенцім)       | 46 | 34 | 0 | 12 | 206:98  | 68 |
| 3. | СМС Варшава           | 46 | 33 | 0 | 13 | 254:101 | 66 |
| 4. | КТХ Криниця           | 46 | 28 | 0 | 18 | 173:132 | 56 |
| 5. | ГКС Катовіце          | 46 | 27 | 0 | 19 | 175:128 | 54 |
| 6. | Сточньовець (Гданськ) | 46 | 19 | 0 | 27 | 151:180 | 38 |

Скорочення: М = підсумкове місце, І = ігри, В = перемоги, Н = нічиї, П = поразки, Ш = закинуті та пропущені шайби, О = набрані очки

## Кваліфікація
| М   | Команда         | І  | В  | Н | П  | Ш       | О  |
| --- | --------------- | -- | -- | - | -- | ------- | -- |
| 7.  | КХ Сянок        | 40 | 25 | 0 | 15 | 181:122 | 50 |
| 8.  | ГКС Тихи        | 40 | 23 | 0 | 17 | 187:170 | 46 |
| 9.  | Краковія Краків | 40 | 20 | 0 | 20 | 154:126 | 40 |
| 10. | Полонія Битом   | 40 | 19 | 0 | 21 | 136:141 | 38 |
| 11. | ТТХ Торунь      | 40 | 15 | 0 | 25 | 149:171 | 30 |
| 12. | Сосновець       | 40 | 9  | 0 | 31 | 132:227 | 18 |
| 13. | СМС (Сосновець) | 40 | 5  | 0 | 35 | 66:298  | 10 |
| 14. | БТХ «Бидгощ»    | 40 | 2  | 0 | 38 | 82:313  | 4  |

Скорочення: М = підсумкове місце, І = ігри, В = перемоги, Н = нічиї, П = поразки, Ш = закинуті та пропущені шайби, О = набрані очки

## Плей-оф

### Чвертьфінали
- СМС Варшава — Сточньовець (Гданськ) 1:3 (6:2, 2:3 Б, 1:2, 1:2 ОТ)
- Унія (Освенцім) — КХ Сянок 3:0 (4:0, 3:1, 15:4)
- КТХ Криниця — ГКС Катовіце 3:2 (4:1, 2:4, 2:1, 2:3, 3:2 ОТ)
- Подгале (Новий Тарг) — ГКС Тихи 3:0 (7:0, 6:4, 13:3)

### Півфінали
- Подгале (Новий Тарг) — КТХ Криниця 2:3 (5:2, 3:4, 3:4, 3:0, 2:5)
- Унія (Освенцім) — Сточньовець (Гданськ) 3:0 (5:3, 3:0, 6:2)

### Матч за 3 місце
- Подгале (Новий Тарг) — Сточньовець (Гданськ) 3:0 (7:1, 3:1, 5:2)

### Фінал
- Унія (Освенцім) — КТХ Криниця 4:0 (6:1, 4:1, 5:4 Б, 8:0)

## Плей-оф (5 - 8 місця)
- СМС Варшава — КХ Сянок 3:0 (9:2, 10:0, 5:0)
- ГКС Катовіце — ГКС Тихи 3:1 (5:1, 3:0, 2:4, 6:2)

### Матч за 7 місце
- КХ Сянок — ГКС Тихи 0:2 (6:8, 3:14)

- СМС Варшава — ГКС Катовіце 1:2 (2:1, 2:4, 2:4)

## Втішний раунд
| М  | Команда         | І | В | Н | П | Ш     | О |
| -- | --------------- | - | - | - | - | ----- | - |
| 1. | Краковія Краків | 4 | 4 | 0 | 0 | 42:7  | 8 |
| 2. | Сосновець       | 4 | 2 | 0 | 2 | 11:17 | 4 |
| 3. | БТХ «Бидгощ»    | 4 | 0 | 0 | 4 | 7:34  | 0 |

Скорочення: М = підсумкове місце, І = ігри, В = перемоги, Н = нічиї, П = поразки, Ш = закинуті та пропущені шайби, О = набрані очки

## Найкращий гравець
Найкращим гравцем був визнаний Томаш Яворський КТХ Криниця.

## Найкращий бомбардир
Віталій Семенченко Подгале (Новий Тарг) 135 очок (53 + 82).